# Port Ellen

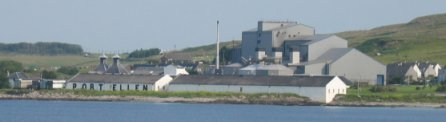
Port Ellen.

Port Ellen är en liten hamnby på den skotska ön Islay i inre Hebriderna, Skottland. Den hade 820 invånare år 2006.
Man kan åka till Port Ellen med färja från Kennacraig, som ligger på den nord-västra sidan av halvön Kintyre. Resan tar cirka två timmar och bjuder på vackra utsikter av öarna Islay och Jura.
I Port Ellen finns ett stort mälteri som producerar malt till flera av Islays destillerier. I samhället finns ett numera nedlagt whiskydestilleri Port Ellen Distillery. Det håller nu på att sättas i stånd för att troligen åter vara i drift 2020. 
Nästan på gångavstånd från Port Ellen hittar man destillerierna Ardbeg, Lagavulin och Laphroaig som alla är av singel-malt-typ och kända för sin rökiga smak.
Det finns några Bed and Breakfast i Port Ellen med omnejd, en rustik men vackert belägen campingplats i Kintra (5 km) samt möjlighet att tälta gratis på en allmänning som ligger vid havet strax utanför Port Ellens västra sida.